# An Awful Skate, or The Hobo on Rollers
Pour plus de détails, voir Fiche technique et Distribution.
An Awful Skate, or The Hobo on Rollers est un film muet américain réalisé par Gilbert M. Anderson et sorti en 1907.

## Fiche technique
- Titre : An Awful Skate, or The Hobo on Rollers
- Réalisation : Gilbert M. Anderson
- Scénario : Gilbert M. Anderson
- Photographie :
- Montage :
- Producteur : Gilbert M. Anderson
- Société de production : The Essanay Film Manufacturing Company
- Société de distribution : The Essanay Film Manufacturing Company
- Pays de production :  États-Unis
- Langue : film muet avec les intertitres en anglais
- Format : Noir et blanc — 35 mm — 1,33:1 — Muet
- Genre : Comédie
- Date de sortie :
  - États-Unis : 31 juillet 1907

## Distribution
- Ben Turpin : le vagabond